# Madame Tussauds Londen
Madame Tussauds Londen is een wassenbeeldenmuseum in het Engelse Londen. Het museum is gelegen aan de Marylebone Road, naast een Planetarium.

## Geschiedenis
Het museum werd in 1835 geopend aan de Baker Street en is daarmee de oudste locatie van Madame Tussauds. Het museum werd door Marie Tussaud geopend, zij was een maakster van wassen beelden. Na haar overlijden in 1850 verhuisde het museum in 1884 naar de huidige locatie. In 2007 nam de Merlin Entertainments Group het beheer van de Tussauds Group over.
Ondertussen heeft Madame Tussauds Londen twee pretparkattracties. Ten eerste, de Chamber of Horrors, dit is een loopspookhuis. De tweede attractie heet spirit of london en is een darkride. De darkride heeft als transportsysteem het omnimoversysteem, waarbij de voertuigen eruitzien als Londense taxi's.